# Charles Cathcart, 7. Earl Cathcart

Familienwappen des Charles Cathcart, 7. Earl Cathcart

Charles Alan Andrew Cathcart, 7. Earl Cathcart (* 30. November 1952) ist ein britischer Peer, Politiker (Conservative Party) und Chief des Clan Cathcart. 

## Leben und Karriere
Cathcart, Sohn von Alan Cathcart, 6. Earl Cathcart und Rosemary Clare Marie Gabrielle Smyth-Osbourne († 1980) besuchte das Eton College.
Von 1972 bis 1975 diente Cathcart als Second Lieutenant der Scots Guards. Anschließend war er von 1976 bis 1983 bei CA Ernst and Whinney tätig und 1983 bei Hogg Robinson plc. Von 1987 bis 1994 war er Direktor der Gardner Mountain and Capel-Cure Agencies Ltd und von 1995 bis 1996 bei der Murray Lawrence Holdings Ltd. Derzeit (Stand: Februar 2011) ist er Direktor der RGA Capital Ltd, der RGA UK Services Ltd und der RGA Reinsurance UK Ltd, sowie der Vivien Greenock Ltd. Er ist Mitglied der Royal Company of Archers und Liveryman der Merchant Taylor's Company.
Er war assoziiertes Mitglied des Institute of Chartered Accountants und von 1998 bis 2007 Councillor des Breckland District Council. 

### Mitgliedschaft im House of Lords
Cathcart erbte 1999 den Titel des Earl Cathcart von seinem Vater sowie den damit verbundenen Sitz im House of Lords. Diesen verlor er bereits im gleichen Jahr durch den House of Lords Act 1999.
2007 wurde er in einer Nachwahl als Ersatz für den Verstorbenen Charles Stourton, 26. Baron Mowbray, ins House of Lords nachgewählt. Am 13. März 2007 erfolgte seine offizielle Einführung. Er war Whip der Opposition (bis 2010) und hatte als Sprecher folgende Bereiche inne: kommunale Verwaltung (bis 2010), Umweltministerium (Department for Environment, Food and Rural Affairs), Nordirland (bis 2009) und Schottland (von 2009 bis 2010).
Als Themen von politischem Interesse nennt er auf der Webseite des Oberhauses ländliche Angelegenheiten, Umwelt und Energie. Er meldete sich bislang unter anderem zu den Themen Personalausweisen, Kirchen und Kathedralen, dem Klimawandel, der Housing and Regeneration Bill, sowie der Landwirtschaft zu Wort. Im Januar 2012 kritisierte Cathcart die seiner Ansicht nach nicht ausreichende Reaktion der Regierung gegenüber vielen Staaten, die die neuen europäischen Richtlinien in Bezug auf Legehennenhaltung nicht einhielten.
An Sitzungstagen ist er regelmäßig anwesend.

## Familie
Cathcart heiratete am 12. September 1981 Vivien Clare Skinner, eine Innenarchitektin mit dem Künstlernamen Vivien Greenock. Sie haben zwei Kinder: Lady Laura Rosemary Cathcart (* 1984) und Alan George Cathcart, Lord Greenock (* 1986).